# Hoamjik-dong
Hoamjik-dong (koreanska: 호암·직동) är en stadsdel i staden Chungju i provinsen Norra Chungcheong i den centrala delen av i Sydkorea, 110 km sydost om huvudstaden Seoul.